# Kakopetria

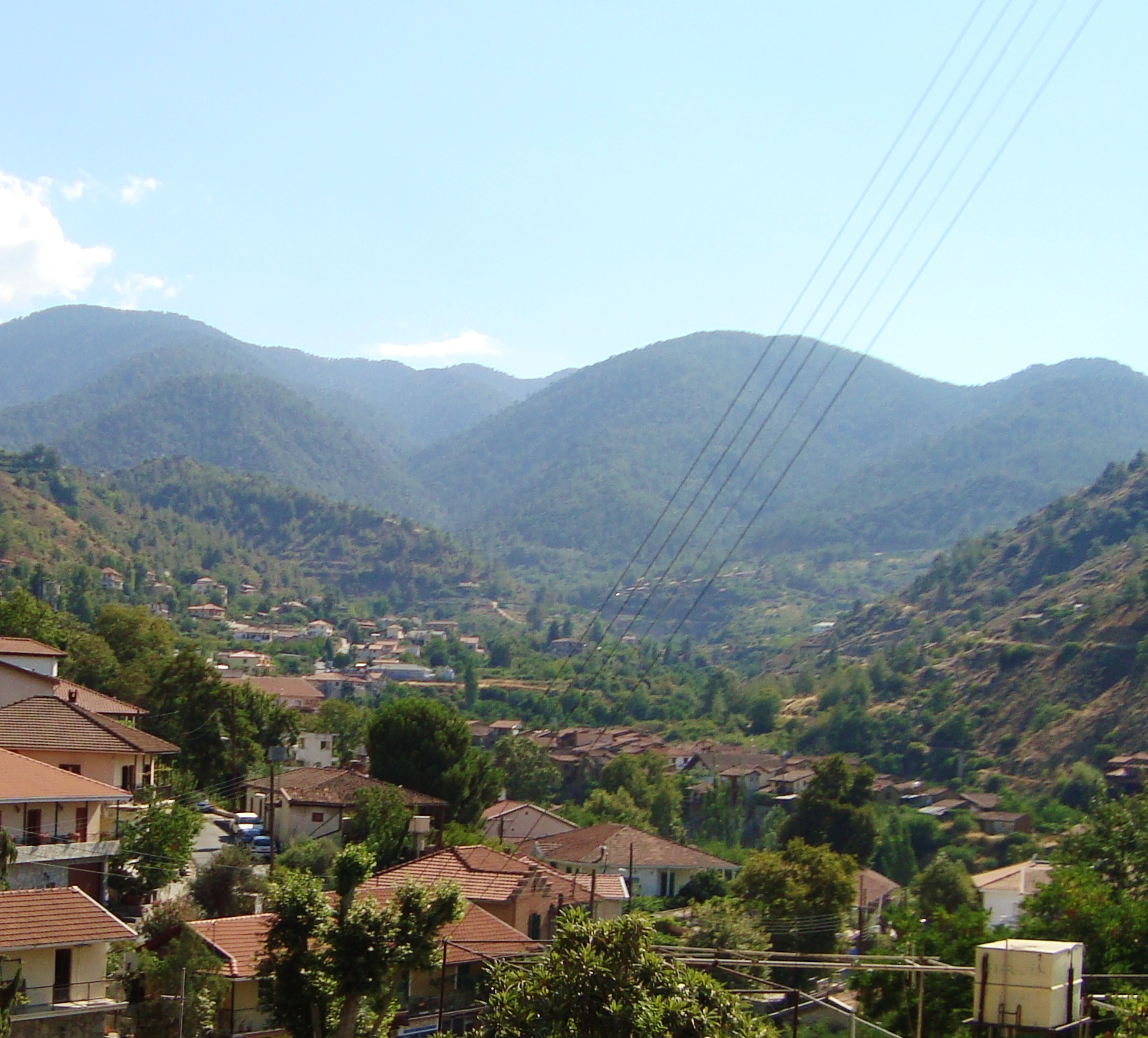
Kakopetria ist ein vielbesuchter Ort im Troodos

Kakopetria (griechisch Κακοπετριά = „schlechte Steine“) ist eine Gemeinde im Bezirk Nikosia in der Republik Zypern. Sie befindet sich an den Nordhängen des Troodos an der B9, 40 km nördlich von Limassol und 55 km südwestlich der Hauptstadt Nikosia auf einer Seehöhe von 667 Metern. Es ist die höchstgelegene Siedlung im Solea-Tal und hat 1255 Einwohner.
Zahlreiche Zyprioten haben hier einen Zweitwohnsitz oder verbringen hier ihre Sommerfrische wegen der kühleren Temperaturen. Dies ist begründet durch die Höhenlage und den dichten Wald, der die Ortschaft umgibt. Zwei kleine Bäche („Kargotis“, „Garillis“), die sich im Ort vereinigen und gemeinsam den „Klarios“ bilden, sorgen für eine angenehme Feuchtigkeit.

## Beschreibung
Kakopetria liegt entlang dem Tal der beiden Bäche, wobei sich das „neue“ Kakopetria mit seinen großen, modernen Häusern im östlichen Teil des Tales befindet. Das „alte“, denkmalgeschützte Kakopetria liegt westlich zwischen den zwei Bächen. Die Straßen sind eng und steil, die Häuser haben Steinfundamente und lehmverputzte Mauern. Sie stammen zumeist aus dem 18./19. Jahrhundert und wurden mit staatlicher Unterstützung renoviert. Die Dächer der Häuser sind (zumeist) mit runden Dachziegeln gedeckt und fast alle Häuser haben ein Obergeschoss und einen (teilweise kunstvoll geschnitzten) Holzbalkon.

## Geschichte
Eine Siedlung gab es an dieser Stelle schon im 6.–7. Jahrhundert, wie Ausgrabungen im Jahr 1938 belegen. Von mittelalterlichen Geschichtsschreibern erwähnt ist der Ort seit der Franken-Herrschaft nachgewiesen.
Die Ausgrabungen brachten zahlreiche Funde, die unter anderen die Göttin Athene darstellen. Diese Figuren und Statuen sind zumeist aus Terrakotta oder Kalkstein, aber auch Pfeil- und Speerspitzen aus Bronze und Eisen waren zu finden. Diese Funde deuten auf die Frühzeit der Besiedelung von Zypern hin und sind im Archäologischen Museum in Nikosia ausgestellt.

### Bevölkerungsentwicklung
Die folgende Tabelle zeigt die Bevölkerung des Dorfes, wie sie in den in Zypern durchgeführten Volkszählungen erfasst wurde.
| Jahr      | 1881 | 1891 | 1901 | 1911 | 1921 | 1931 | 1946 | 1960 | 1976 | 1982 | 1992 | 2001 | 2011 | 2021 |
| Einwohner | 322  | 344  | 407  | 492  | 539  | 655  | 1003 | 1200 | 2058 | 1403 | 1251 | 1198 | 1274 | 1255 |

## Tourismus
Kakopetria wird aufgrund seines gesunden und kühlen Klimas, der schönen Natur in ruhiger Lage, der reichen Vegetation (Pappeln, Apfel- und Walnussbäume), seiner kühlen Bäche und seines ursprünglichen Ortsbildes gerne besucht. Die Nähe zu den Städten Nikosia und Limassol begünstigt touristische Aktivitäten. So wird der Ort einerseits als Sommerfrische und als Zweitwohnsitz für reiche Stadtbewohner genutzt, andererseits besuchen auch ausländische Touristen diesen Ort.
Hotels, zahlreiche Tavernen und Kafenia (Kaffeehäuser) machen Kakopetria zu einem der beliebtesten Ausflugsziele in Zypern. Sehenswert ist auch die kleine, alte Scheunendach-Dorfkirche „Panagia Theotókos“ (= „die Gottesgebärende“) aus dem Jahr 1520 mit schönen Bemalungen.
Zu den besonderen Sehenswürdigkeiten der näheren Umgebung zählt die Scheunendachkirche „Agiou Nikólaou tis Stégis“ (= „heiliger Nikolaus am/vom Dach“) – eine der zehn zum Weltkulturerbe der UNESCO gehörenden Scheunendachkirchen, die ca. 2 km südwestlich des Ortes liegt, und der nördlich an Kakopetria anschließende Ort Galata mit dem einstigen nördlich außerhalb des Ortes liegenden Klosterkomplex „Panagia tis Podithou“ und der Kirche „Panagia Theotókos“ – auch „Archangelos“ (= „Erzengel“) genannt.

## Galerie

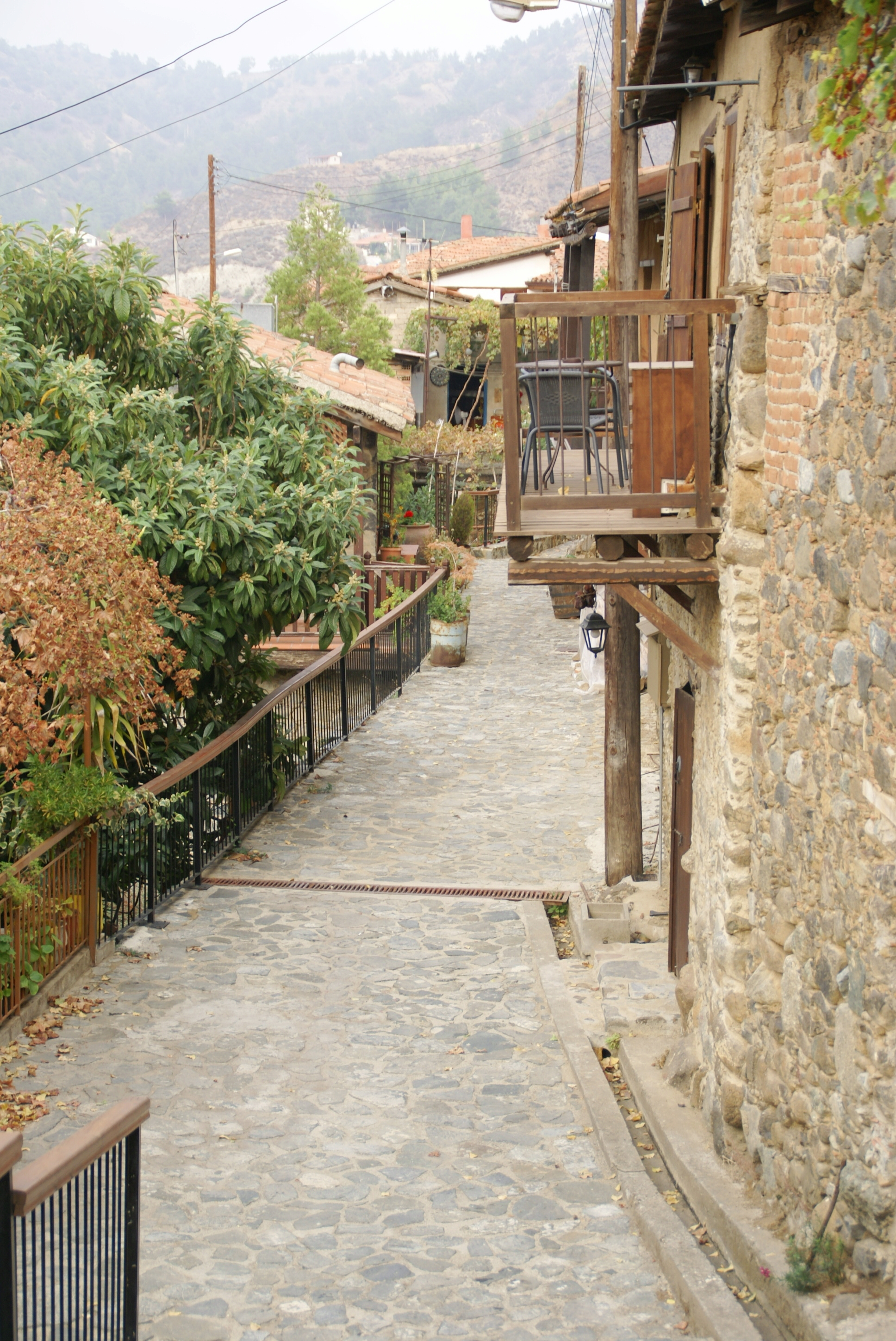
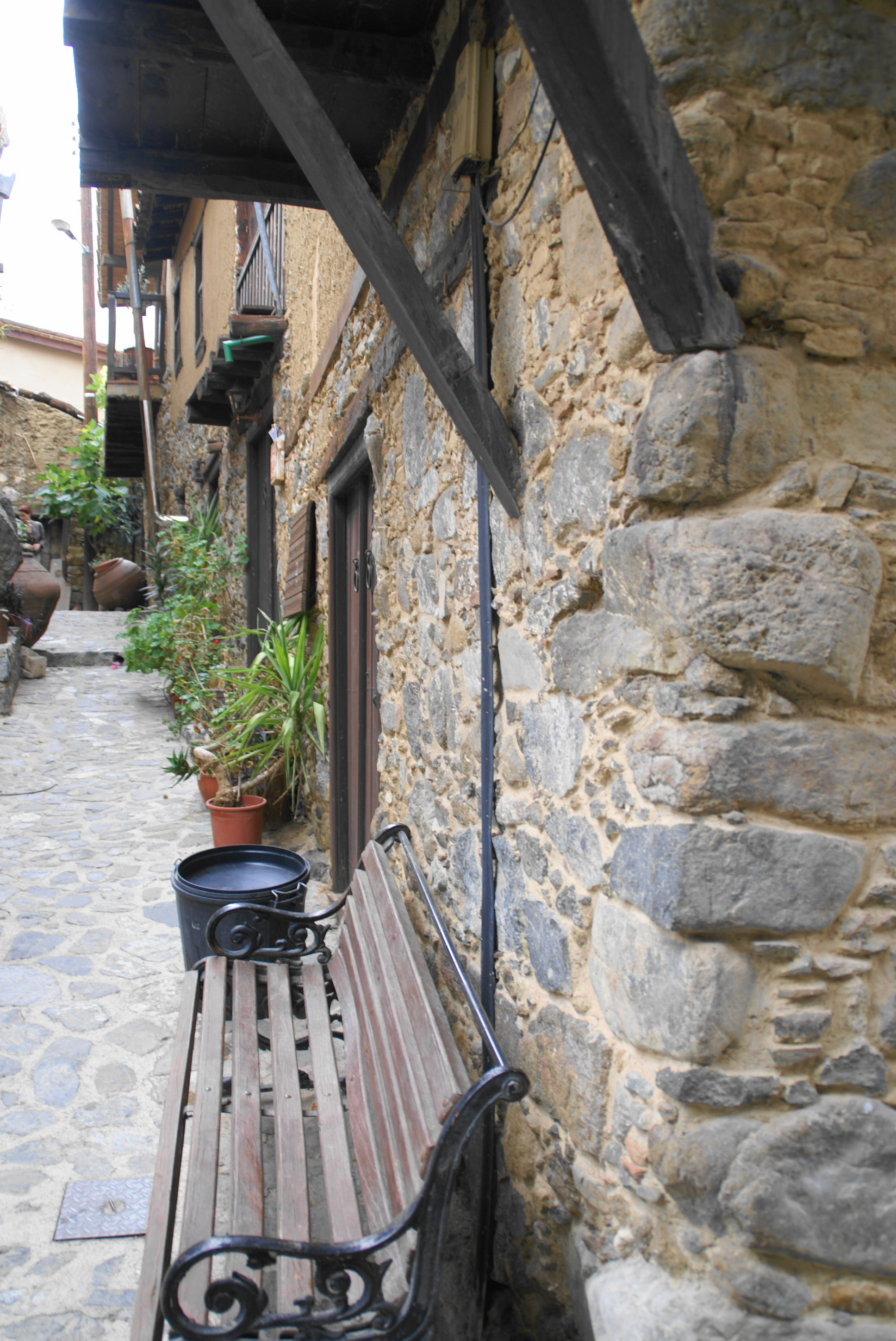
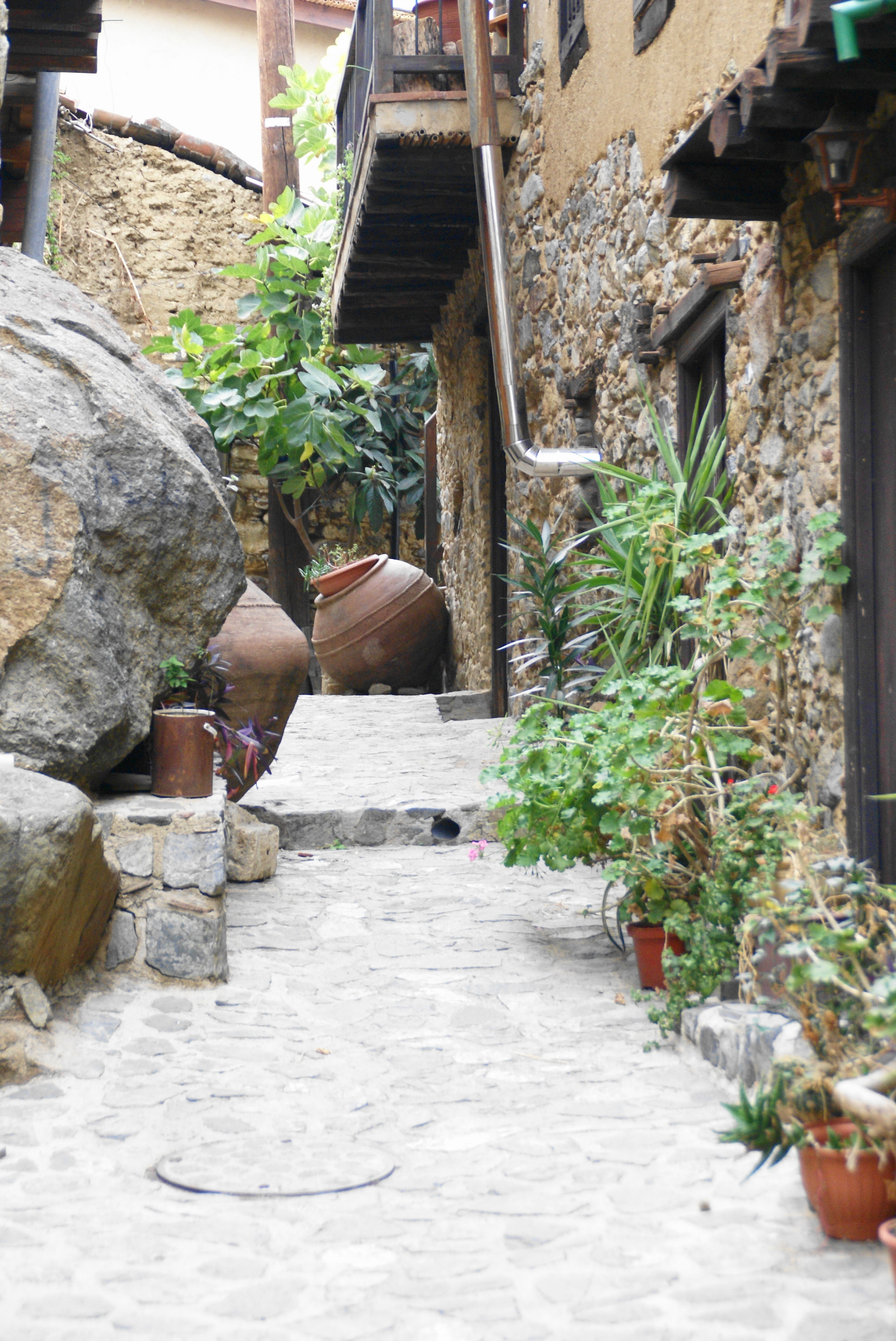
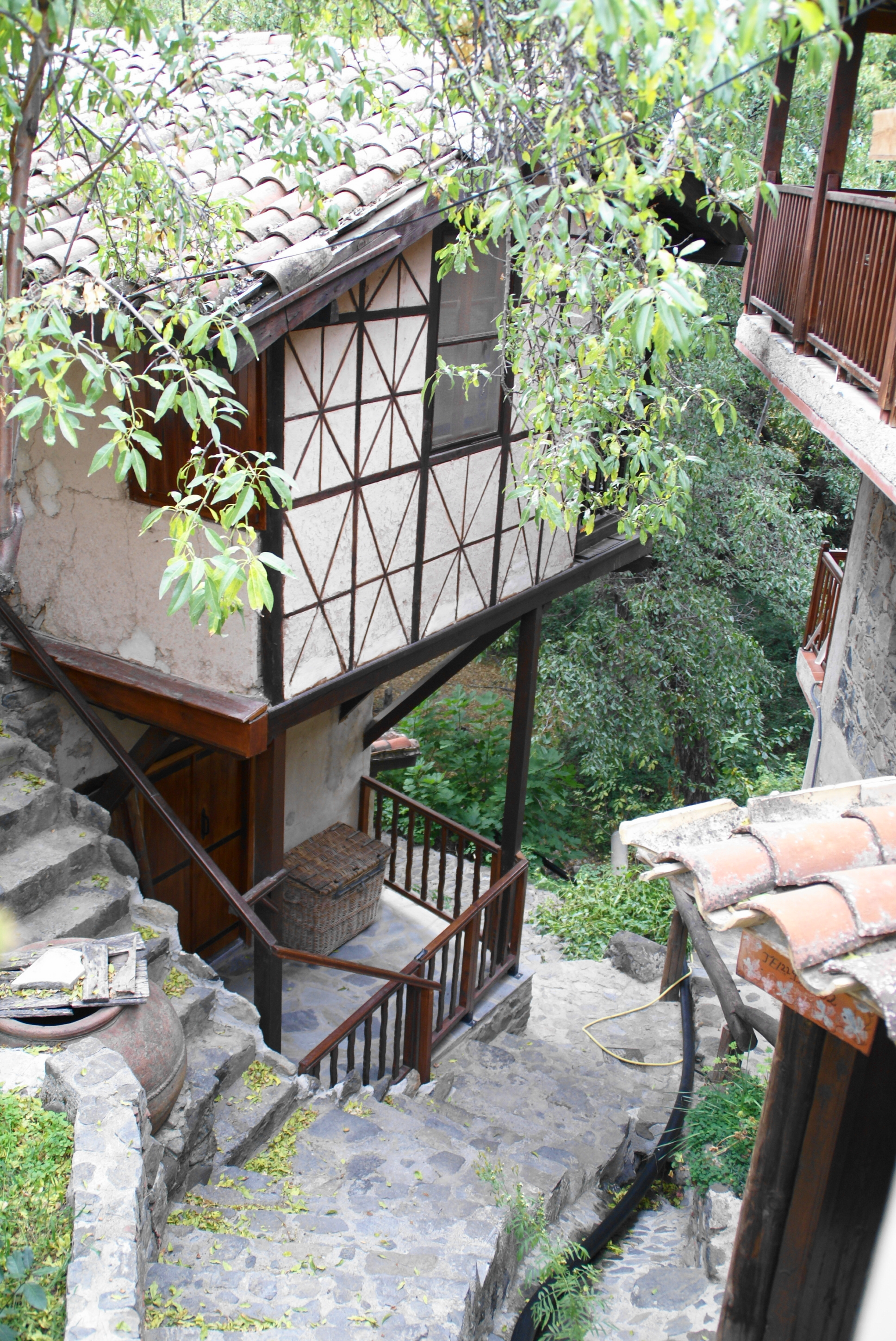
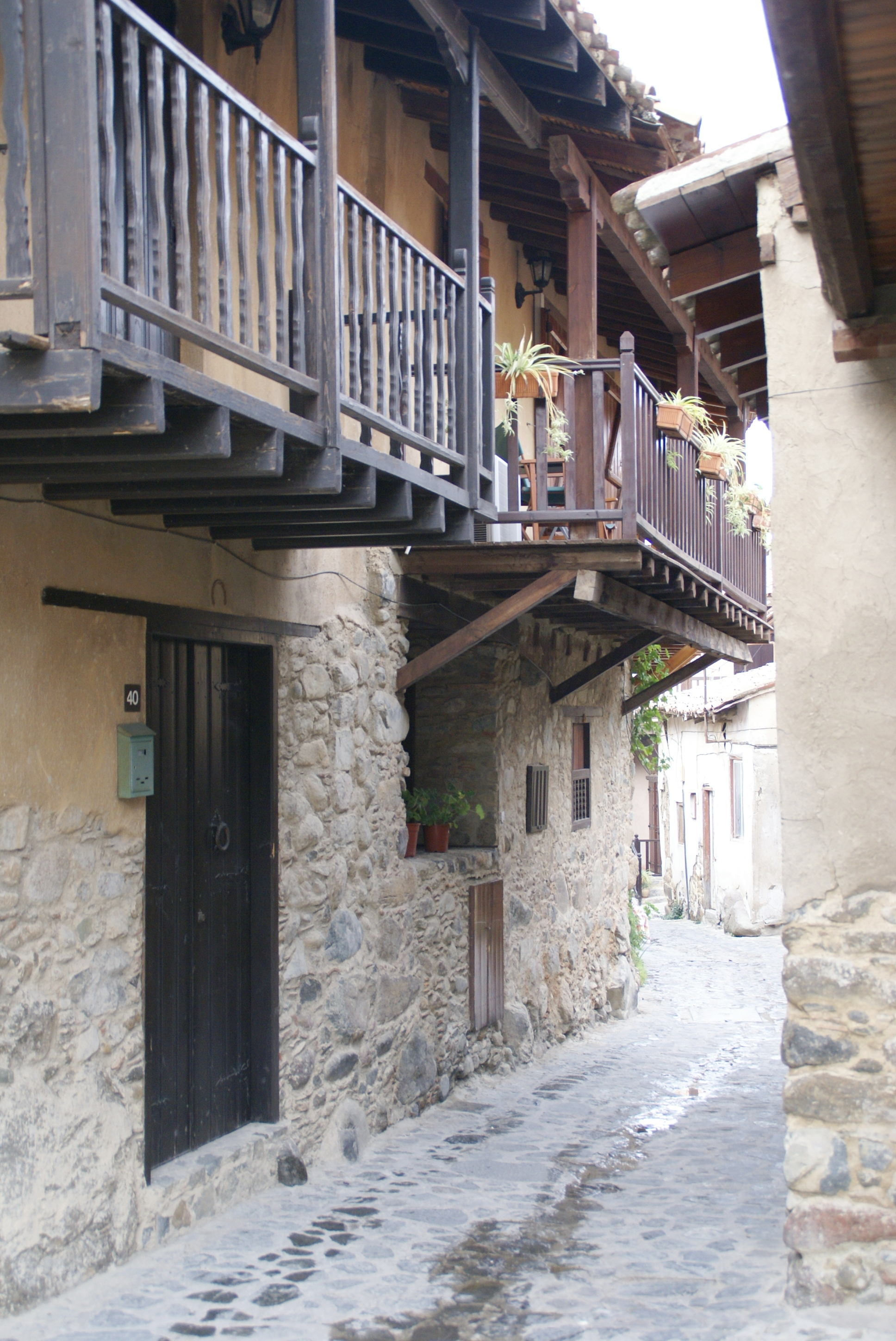
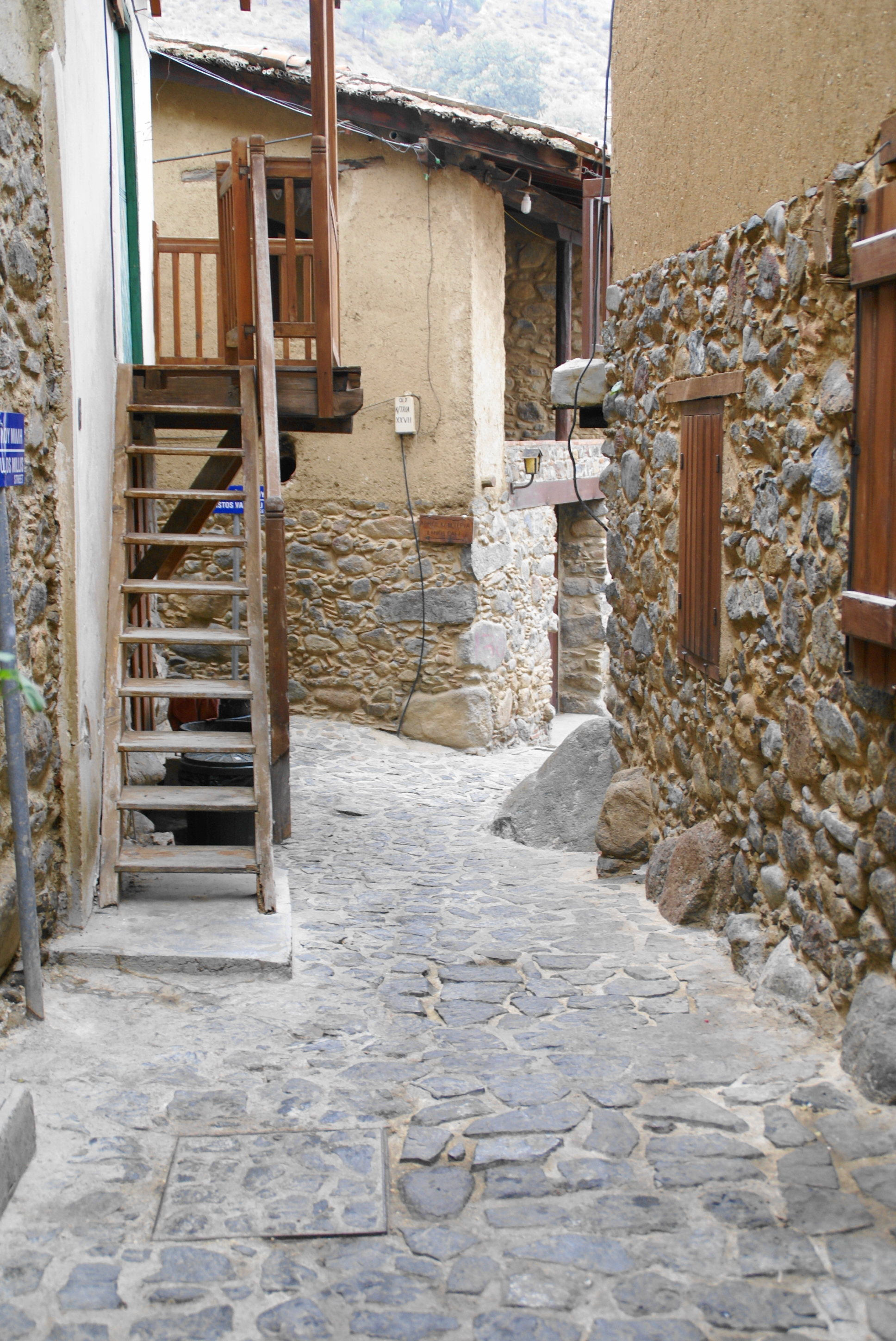
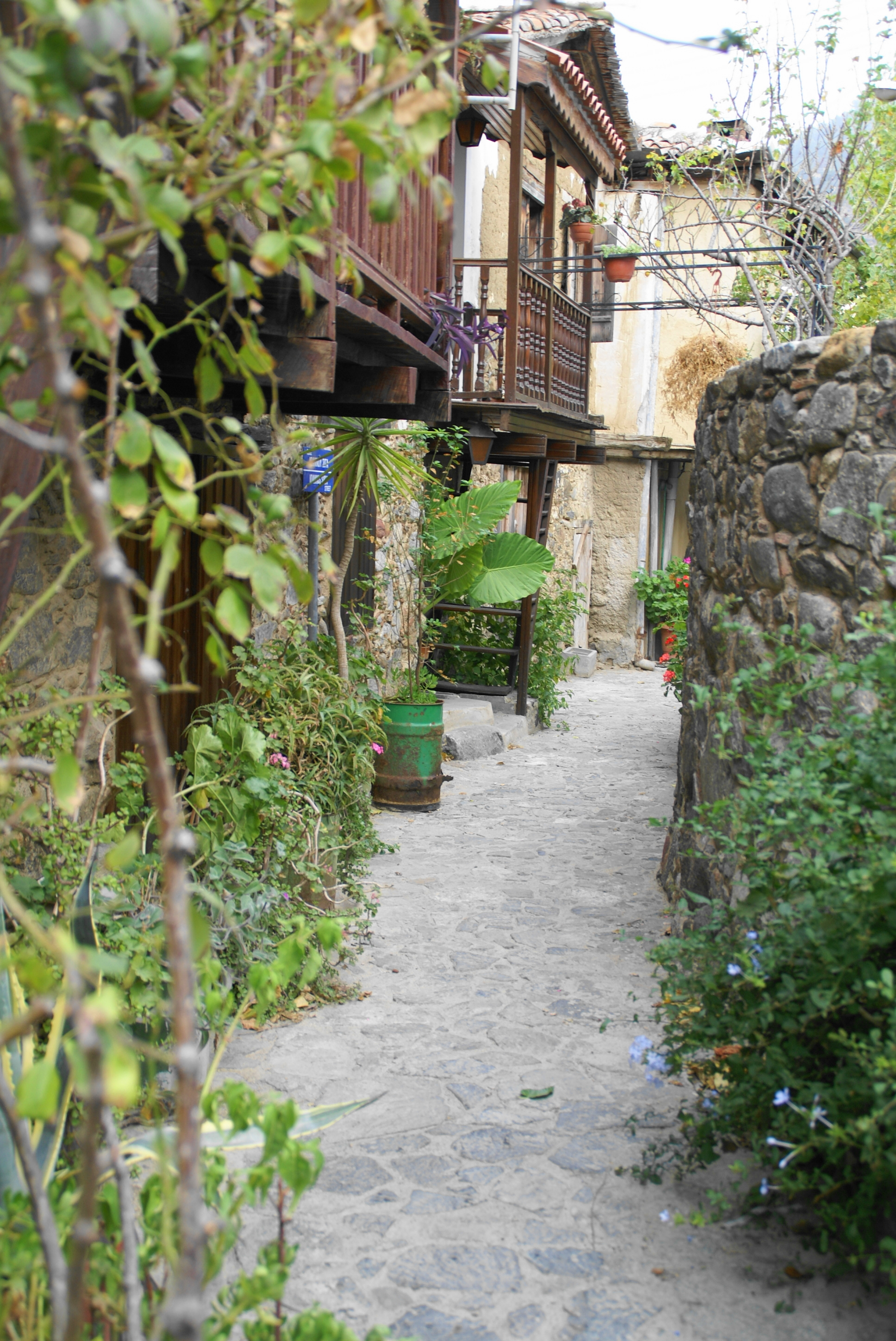
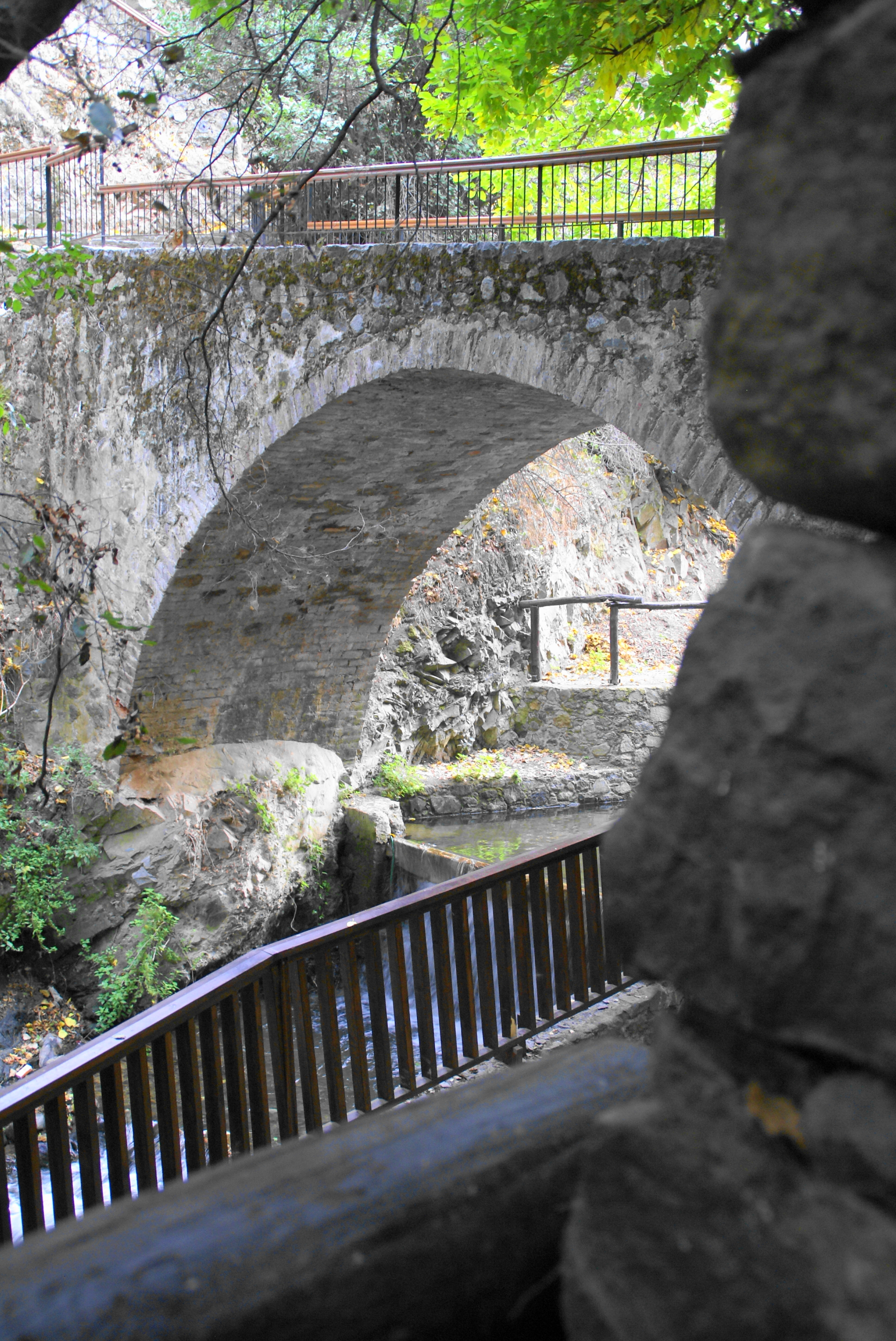